# Alice (prénom)
Pour les articles homonymes, voir Alice.
Cette page présente le prénom Alice ainsi que ses variantes.
Alice est un prénom féminin français d'origine germanique.

## Étymologie
Alice est une forme tardive féminisée de l'ancien français Alis / Aliz, antérieurement Aalis, autrement écrit Alix. Il est issu de la forme Adalaidis (Adaleiz) de l'anthroponyme germanique Adalhaid, formé des éléments adal- « noble » et haid- « lande, bruyère » ou du vieux haut allemand adal « noble » (du proto-germanique *aðala- / *aþala- « noble ») et heit « genre, apparence » (du proto-germanique *haith- / *haidu « genre, sorte, apparence, dignité »).

La forme savante Adélaïde en procède également, ainsi que les hypocoristiques français Alizon et Alison.

Le prénom, emprunté au français, est présent sous des formes identiques dans la plupart des langues européennes.

## Variantes
Alicia, Alison, Alix, mais aussi Aliciane, Alissia, Alixane, Alixe, Alixia, Alycia, Alyssia, etc.

## Personnalités
- Pour l'ensemble des articles sur les personnes portant ce prénom, consulter :
  - la liste des articles dont le titre commence par ce prénom
  - les listes produites par Wikidata : Liste des personnes de prénom « Alice » — même liste en incluant les éventuels prénoms composés qui contiennent « Alice ».

Voici quelques célébrités :
- Alice Comyns Car, costumière (1850-1927)
- Alice Guy, réalisatrice et productrice (1873-1968)
- Alice Clark, historienne (1874-1934)
- Alice Dubois, de son vrai nom Louise de Bettignies, agent secret (1880-1918)
- Alice Raveau, cantatrice (1887-1945)
- Alice Perron, dite Lycette Darsonval, danseuse et actrice (1912-1996)
- Alice Sapritch, comédienne (1916-1990)
- Alice Dona, chanteuse et compositrice (1946)
- Alice Cooper, chanteur et compositeur (1948)
- Alice Taglioni, actrice (1976)
- Alice Coffin, journaliste et militante féministe (1978)
- Alice Pol, actrice (1982)
- Alice Barnole, actrice et réalisatrice (1986)
- Alice Belaïdi, actrice (1987)
- Alice Isaaz, actrice (1991)
- Alice Cordier, militante identitaire, présidente du Collectif Némésis (1997)

## Fête et saints patrons
Comme Adélaïde, Alice est fêtée le 16 décembre.
- Alice de Schaerbeek, ou Adélaïde, Aleyde ou Alix (° vers 1225 -† 1250), moniale cistercienne, lépreuse et mystique, fêtée localement le 15 juin et le 11 juin selon le martyrologe romain.
- Alice Kotowska († 1939), bienheureuse, martyre, fêtée le 11 novembre[5].

## Personnage fictifs
- Alice, héroïne du roman de Lewis Caroll, Alice au pays des merveilles.
- Alice, personnage de La petite maison dans la prairie.
- Alice, dans la chanson « Alice ça glisse » de Franky Vincent
- Alice Cullen, dans Twilight

## Occurrence
En 2022, environ 114 950 personnes portent le prénom Alice en France. C'est le 56e prénom le plus attribué au siècle dernier dans ce pays. L'année record d'attribution est 1908, avec 3 746 naissances.
Alice était le prénom féminin le plus populaire en Suède en 2018.

## Interjection calédonienne
Le prénom Alice, tout comme d'autres prénoms (Baptiste et Mathias notamment), est également utilisé comme interjection de surprise en Nouvelle-Calédonie.